# اريك دوبونت
اريك دوبونت (بالفرنسية: Eric Dupont)‏ هو منتج أفلام فرنسي، ولد في 6 ديسمبر 1973.

## وصلات خارجية
- الموقع الرسمي
- اريك دوبونت على موقع IMDb (الإنجليزية)